# Ê
Ê, ê (E с циркумфлексом) — буква расширенной латиницы. Отдельная буква во фриульском, курдском (курманджи) и вьетнамском алфавитах. В качестве диакритического варианта E также встречается во французском, португальском, африкаанс, валлийском языках, а также в некоторых албанских диалектах.

## Использование
Во французском языке обозначает тот же звук, что и È (открытый [ε]). В основном пишется там, где в потоке народно-романской речи произошло выпадение S: stare → estare → être («быть»); bestia → bête («зверюга»); forestum → forêt («лес»), fenestra → fenêtre («окно»).
Вьетнамская письменность использует Ê для обозначения звука [e], в то время как буква E означает звук [ɛ]. При наличии у слога с этой буквой какого-либо тона, кроме первого, над ней ставится дополнительный диакритический знак, обозначающий тон, в результате чего образуется буква E с двумя диакритическими знаками (Ếế Ềề Ệệ Ễễ Ểể).